# Vélo hollandais
 (décembre 2017).
Si vous disposez d'ouvrages ou d'articles de référence ou si vous connaissez des sites web de qualité traitant du thème abordé ici, merci de compléter l'article en donnant les références utiles à sa vérifiabilité et en les liant à la section « Notes et références ».

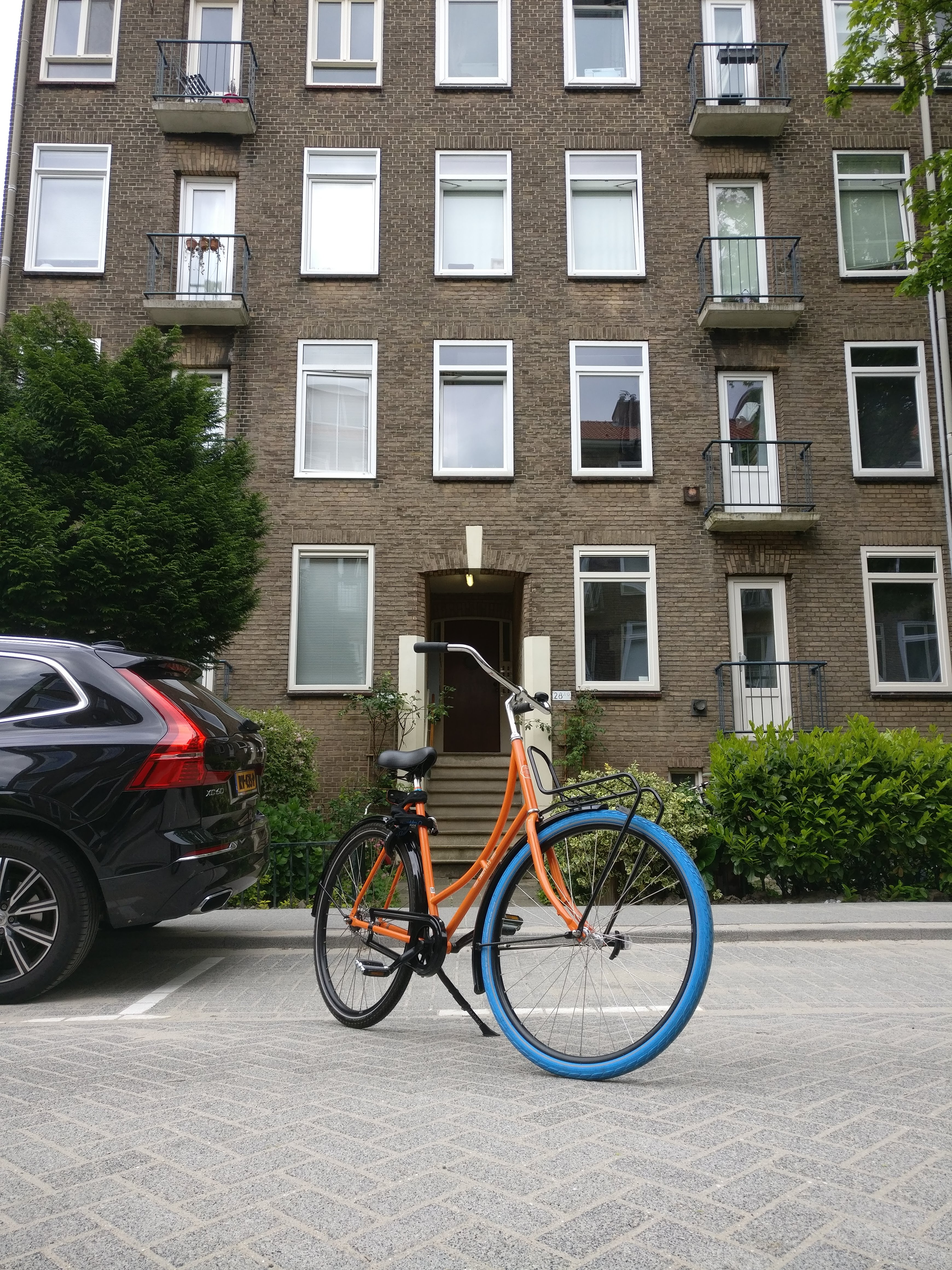
Un vélo hollandais, modèle pour femme. Il n'y a ni levier de changement de vitesses, ni poignée de frein sur le guidon (2006).

Le vélo de ville, aussi appelé vélo hollandais, désigne un type de vélo conçu pour la réalisation de trajets urbains quotidiens et de faibles distances, ceci par opposition au vélo de route ou au VTT.
Cette appellation n'est pas un abus de langage car il désigne non seulement un vélo fabriqué aux Pays-Bas mais surtout un type de vélo bien particulier, né et utilisé dans ce pays avant de se répandre un peu partout dans le monde. Aujourd'hui, la mode du vélo urbain se répandant de plus en plus, il connaît un grand succès. Un vélo tout terrain ou un vélo de route même fabriqué aux Pays-Bas ne sera ainsi pas considéré comme un vélo hollandais tandis qu'un vélo destiné à un usage urbain quotidien, même fabriqué en dehors des Pays-Bas, sera dit de type hollandais. Le vélo hollandais est parfois confondu avec le vélo anglais (roadster).

## Caractéristiques
Le vélo hollandais est un vélo plus grand par son cadre est plus relevé pour son guidon que les vélos employés dans les pays francophones. Les changements de vitesse y sont moins nombreux, et avec des développements plus réduits. Les gardes boues présentent également une meilleure protection de l'usager contre la boue.

### Position pour pédaler
Sur un vélo de route ou sur un vélo tout terrain, la position penchée vers l’avant permet un gain aérodynamique notable au-delà de 30 kilomètres par heure. En revanche, pour regarder la route, il faut relever la tête, au mépris des cervicales et le poids du corps penché en avant fait souffrir les épaules. La position assise droite sur un vélo de type hollandais permet donc de conserver la courbure naturelle de la colonne vertébrale et de soulager le dos. Afin que les trépidations de la machine ne fassent pas souffrir le dos, le vélo est doté de différentes caractéristiques, notamment :
- un cadre en acier, matière souple se déformant et reprenant sa forme initiale pour amortir les chocs ;
- un angle de tube de selle important permettant de poser pied à terre plus facilement à l'arrêt ;
- des roues de 28 pouces (ou de 700 mm), qui absorbent mieux les irrégularités de la route que les roues plus petites de 26 pouces (ou de 650 mm) ;
- une selle suspendue, souvent en cuir, ou rembourrée en mousse pour le bas de gamme, spécialement conçue pour une position assise droite[4] ;
- plusieurs hauteurs de cadre, en fonction de la taille de l'utilisateur pour garantir une position assise droite. Position permettant d'être plus visible et de voir soi même plus loin.

### Sécurité du cycliste

#### En France
Les pneus des vélos hollandais intègrent le plus souvent une bande réfléchissante circulaire qui permet au vélo d’être vu de côté, la nuit, par les voitures (ce qui permet, en France, de pouvoir se passer de catadioptres orange fixés dans les rayons). À l'avant, un phare halogène ou un phare à LED permet de voir la route et d'être vu, cependant il existe encore le système classique d'ampoules pour le bas de gamme. L'éclairage est alimenté par une dynamo classique ou par une dynamo intégrée au moyeu avant. Les cellules photo-électriques permettent sur certains modèles la mise en route automatique de l’éclairage lorsque la nuit tombe. Sur certains modèles, un condensateur permet de maintenir l’éclairage avant et arrière allumé quelques minutes à l’arrêt pour que le vélo reste visible lors d'un arrêt.
En matière de freinage, le seul rétropédalage dans le moyeu arrière est insuffisant, puisqu'en France, tout cycle doit être muni de deux dispositifs de freinage efficaces (selon l'article R315-3 du code de la route français). Donc un autre système de freinage doit être installé sur la roue avant, avec un levier au guidon.

### Entretien
Comme pour tout véhicule, l'objectif est d'espacer le plus possible les révisions. Un vélo hollandais qui parcourt 14 km par jour totalise 5 000 km en fin d'année. Un vélo avec dérailleur, freins V-brake et boyaux est performant mais demande une maintenance importante. Le vélo hollandais utilise donc des solutions radicalement différentes pour fréquenter l'atelier le moins souvent possible :
- dérailleur remplacé par un changement de vitesses intégré au moyeu arrière ce qui demande un entretien tous les 5 000 km uniquement ;
- freins à patins remplacés par des freins intégrés au moyeu, à l’abri des intempéries ; les garnitures des freins sont quasi inusables ;
- chaîne fine des dérailleurs remplacée par une chaîne large, robuste, réglable en tension et qui ne déraille pas ; et cette chaine est parfois protégée contre la poussière et ses abrasifs, par un carter intégral assez étanche ce qui permet d'espacer son nettoyage - trempage.
- pneumatiques de grande taille (coussin d'air important entre la route et la jante) et renforcés pour prévenir le risque de crevaison ;
- rétropédalage, ce qui permet d’éviter l’utilisation de câbles (même si plusieurs modèles comportent des poignées au guidon comme sur les autres types de vélo).

### Possibilité de pédaler avec des vêtements de tous les jours sans les salir
Avec un vélo tout terrain, une sortie par temps humide se traduit par des vêtements couverts de boue et des traces de graisse sur les mollets si la chaîne n'a pas été nettoyée. Pour arriver propre au travail, il convient donc de mettre en place des solutions permettant de protéger les vêtements :
- garde-boue larges munis de bavettes anti-projection contre les flaques d’eau ;
- chaîne dissimulée dans un carter intégral pour éviter que les bas de pantalons ne la touchent ;
- cadre en acier des vélos traditionnels protégé par une peinture époxy, visserie inoxydable et garde-boues zingués avant d’être peints pour éviter la rouille.

### Capacité d'emport

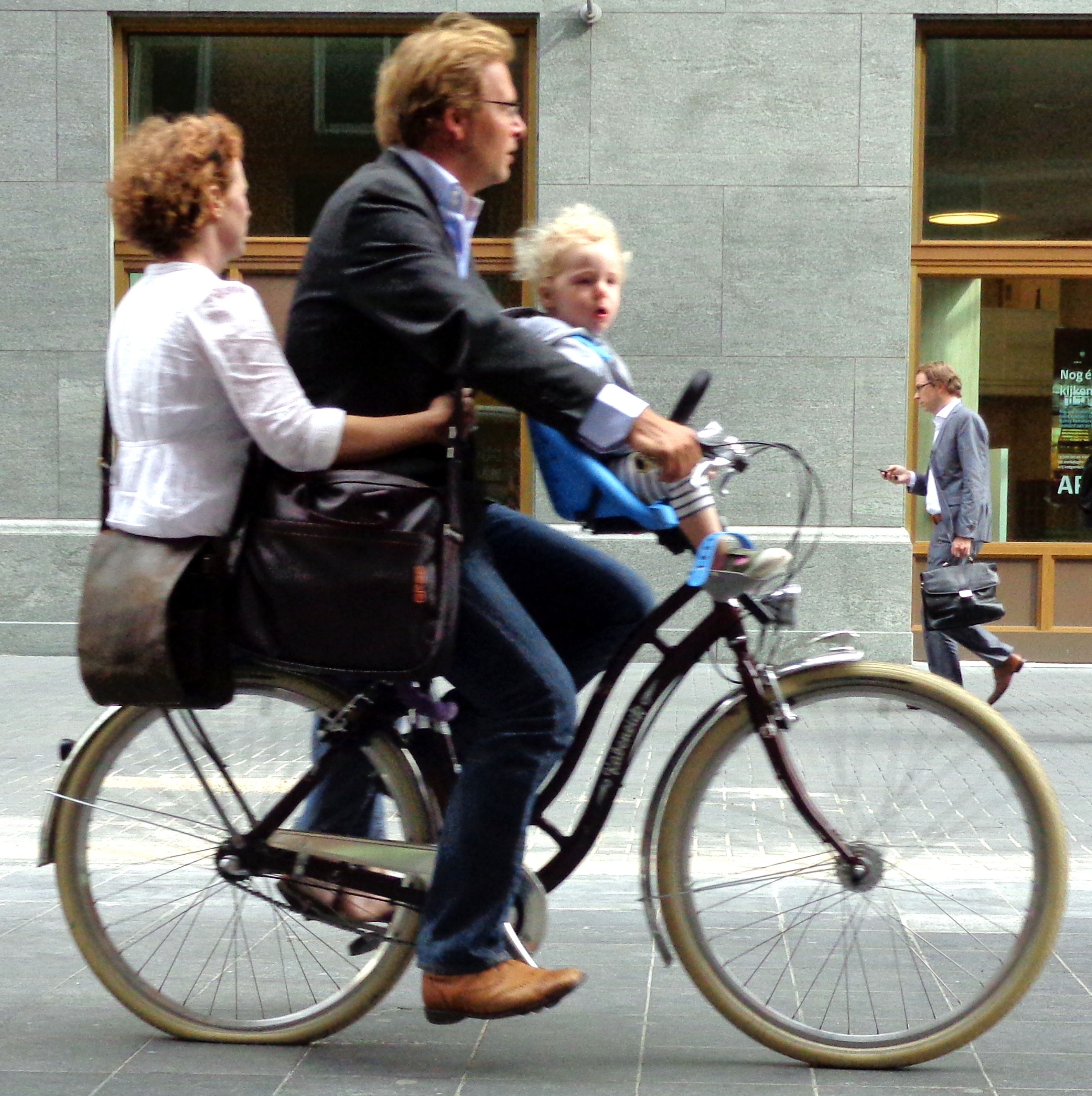
À La Haye (2013).

Le vélo type hollandais traditionnel peut accueillir des charges lourdes (des enfants, un ami, ses courses, le chien, des livraisons, etc.). Les porte-bagages arrière sont par exemple conçus pour supporter le poids d'une personne ou de lourdes sacoches. Il existe de nombreuses déclinaisons du vélo hollandais selon la charge et le type de charge. Pour les familles nombreuses par exemple, les vélos hollandais peuvent être équipés d'une caisse en bois avec des bancs pour transporter des enfants.